# Club 15-15
Il Club 15-15 è una società pallavolistica femminile della Spagna, con sede a Palma di Maiorca.

## Storia della società
Il Club 15-15 nasce nel 1994 come Club Voleibol Ícaro Alaró, partendo dalle categorie minori, per ottenere la promozione nella massima categoria nel 2007, dopo l'arrivo della palleggiatrice italiana Maurizia Cacciatori. Nella stagione successiva, la Cacciatori diventa direttore sportivo ed il club debutta in Superliga, raggiungendo subito la finale di campionato, persa contro il Club Atlético Voleibol Murcia 2005.
Nella stagione successiva, a causa di problemi economici, il club è costretto alla fusione temporale col Club Voleibol Pòrtol, cambiando la denominazione in Club Voleibol Ícaro Palma. La stagione sportiva si rivela identica alla precedente: il perde nuovamente la finale scudetto contro il Club Atlético Voleibol Murcia 2005. Nella stagione 2009-10, avviene l'ennesimo cambio di denominazione, il cui il club adotta il nome attuale Club 15-15, classificandosi al sesto posto in campionato ed uscendo di scena ai quarti di finale dei play-off.

## Denominazioni
- 1994-2007: Club Voleibol Ícaro (Alaró)
- 2007-2008: Club Voleibol Ícaro (Palma di Maiorca)
- 2008-2009: Palma Volley
- 2009-: Club 15-15